# Димитрий Прилуцкий
Дими́трий Прилу́цкий (начало XIV века — 11 февраля 1392) — монах Русской церкви, основатель Никольского и Спасо-Прилуцкого монастырей. Святой Русской православной церкви в лике преподобных.
Дни памяти: 11 (24) февраля (преставление) и 3 (16) июня (сретение образа).

## Жизнеописание
Димитрий Прилуцкий родился в богатой купеческой семье Покропаевых в Переславле-Залесском (по другим сведениям, в деревне Веслево ныне Переславского района Ярославской области). В Горицком Успенском монастыре принял монашеский постриг. На берегу Плещеева озера основал Никольский общежительный монастырь и стал его игуменом.

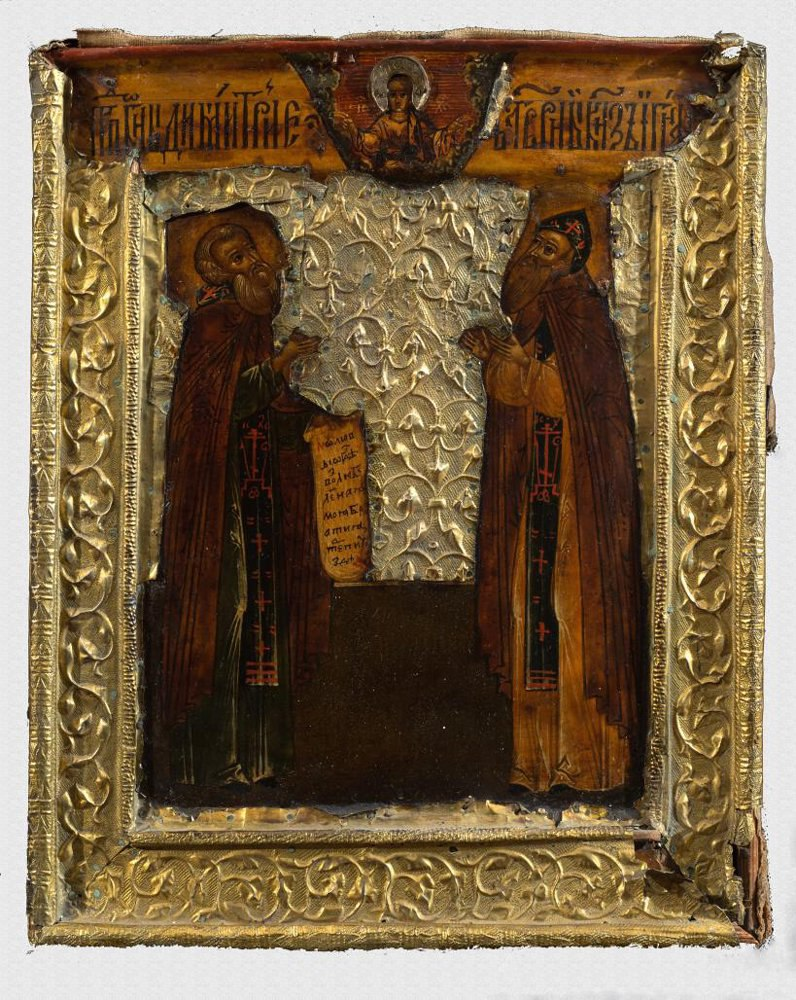
Преподобный Димитрий Прилуцкий и благоверный князь Иоанн Угличский (в иночестве Игнатий), в молении Спасу Эммануилу. Середина XVII в.

В 1354 году Димитрий впервые встретился с преподобным Сергием Радонежским, приходившим в Переславль к епископу Афанасию. С тех пор неоднократно беседовал с преподобным Сергием и сблизился с ним. Слава о переславском игумене так распространилась, что он стал восприемником детей великого князя Дмитрия Донского. Под влиянием Сергия Радонежского решил удалиться в глухое место и вместе с учеником Пахомием отправился на Север. В вологодских лесах на реке Великой, в Авнежской округе, они построили храм Воскресения Христова и хотели положить основание монастырю, но местные жители боялись лишиться угодий, и пустынники отправились дальше.
Недалеко от Вологды, в излучине реки, Димитрий решил создать первый на русском Севере общежительный монастырь. Жители Вологды и окрестностей с радостью согласились оказать помощь. В 1371 году был воздвигнут деревянный Спасский собор, и начала собираться братия. Многие ученики преподобного перешли сюда из Переславля. Углублённая молитва и строжайшее подвижничество сочетались у прилуцкого игумена с милосердием: он кормил нищих и голодных, принимал странников, беседовал с нуждающимися в утешении, давал советы. Преподобный любил молиться наедине. Постоянной пищей его была лишь просфора с тёплой водой, даже в праздники не принимал он разрешённые уставом вино и рыбу. Зимой и летом носил один и тот же старый тулуп, до глубокой старости ходил вместе с братией на общие работы. Вклады в обитель святой принимал с разбором, следя, чтобы благотворения монастырю не были в ущерб ближним подававших. Житие сообщает о прозорливости преподобного Димитрия.
Особенною добродетелию, коею отличался Димитрий, было необыкновенное смирение, побуждавшее его скрывать от взоров людей не одну красоту душевную, но и самое благообразие лица его.
Скончался преподобный в глубокой старости 11 февраля 1406 года и был погребён у южной стены деревянного Спасского храма. Чудеса от мощей святого Димитрия начались в 1409 году, в течение XV века почитание его распространилось по всей Руси, а в конце столетия иконописец Дионисий написал его житийную икону (см. иллюстрацию).
Мощи св. Димитрия почивают под спудом в нижнем храме Спасского собора Прилуцкого монастыря. Рядом стоит игуменский посох чудотворца.